# Dubrovnik (razarač)
Razarač Dubrovnik (kasnije Premuda i TA 32), prvi suvremeni razarač kojeg je po narudžbi Jugoslavenske kraljevske ratne mornarice projektiralo i izgradilo škotsko brodogradilište Yarrow Shipbuilders iz Glasgowa 12. prosinca 1931. godine.

## Povijest

### Gradnja i služba u Jugoslavenskoj kraljevskoj ratnoj mornarici
Jugoslavenska kraljevska ratna mornarica željela je da njen prvi suvremeni razarač, bude izgrađen po uzoru na tada vrlo suvremeni dizajn francuskih brodova, ali je uvjetovala da mora biti naoružan Škodinim topovima (u skladu s političkim dogovorom s Malom Antantom), što su Francuzi odbili raditi, uvjetovajući ugradnju vlastitog naoružanja, pa je 8. kolovoza 1929. ugovor sklopljen sa škotskim brodogradilištem Yarrow Shipbuilders iz Glasgowa. S britanskom stranom se pregovaralo i o prijenosu tehnologije, i o mogućnosti tri slična broda 
izgraditi u jugoslavenskim brodogradilištima uz britansku pomoć, ali su to oni odbili.
U skladu s dogovorom, svo naoružanje isporučila je čehoslovačka Škoda. Glavni topovi su razvijeni na temelju britanskog modela brodskog topa od 140mm/50 Mk I, ali su se na kraju razlikovali dužim cijevima, peti top nije ugrađen zbog velike težine (15 tona sa štitom). Po originalnom projektu, brod je trebao imati i platformu za hidroavion, ali ona na kraju nije ugrađena, već su umjesto toga ugrađena dva topa od 83.5mm / 55 AA.
Na kotlovima su po prvi put ugrađeni turbopunjači od 20,3 atm, a Parsonsove turbine su dopunjene posebnom Curtissovom turbinom od 900 KS za krstarenje.
Na šestosatnoj probnoj plovidbi brod je postigao brzinu od 37,2 čvorova pod 48.500 KS, a nakon tog na Jadranu čak 40,3 čvorova.
Kralj Aleksandar otplovio je s njime u službeni posjet Francuskoj 1934. gdje je u atentatu ubijen. Njegovo tijelo vratio je iz Marseillea u Split Razarač Dubrovnik. 
Razarač Dubrovnik se za vrijeme kratkotrajnog Travanjskog rata našao u Boki kotorskoj gdje su ga zarobili Talijani 17. travnja 1941. godine.

### Služba u talijanskoj kraljevskoj ratnoj mornarici
Od 15. travnja 1941.  brod je u službi talijanske Regia Marina pod imenom Premuda. Talijani su skinuli s njega topove od 84 mm i zamijenjenili ih s topovima kalibra od 37 mm, ugradili su mu i novi daljinomjer i upravljač paljbe. Premudu su koristili kao eskortni brod, da štiti konvoje teretnih brodova na plovidbi za Sjevernu Afriku.
Nakon kapitulacije Kraljevine Italije Premuda se našla u genoveškoj luci na obnovi zaliha, gdje su je zarobili Nijemci 9. rujna 1943. godine.

### Služba u njemačkojKriegsmarine
Nijemci su preuredili Premudu zamijenivši talijanske topove od 37 mm svojim trima od 105 mm, i pretvorili ga u radarsku postaju instaliravši veliki radar (Freya Funkmeßgerät) na krmi. Već su ga 18. lipnja 1944. odlučili ponovno koristiti kao borbeni brod, pa su s njega skinuli radar, i umjesto njega postavili četiri topa od 105 mm i cijevima za ispaljivanje torpeda. Brod je ponovno uveden u službu 18. kolovoza 1944. pod imenom TA32  kao jedan od brodova 10. flotile sa sjedištem u Genovi koja je operirala po Ligurskom moru. Prilikom polaganja mina 18. ožujka 1945. sudjelovao je u borbi s britanskim razaračima Meteor i Lookout (tom prilikom potopljeni su njemački brodovi TA24 i TA29).
Potopila ga je vlastita posada u genoveškoj luci 24. travnja 1945. nešto prije nego što su saveznici zauzeli grad.

## Vanjske poveznice
- Yugoslaavian Navy (s portala Navypedia)
- TA32(s portala German navy)